# Fitzgerald (Schiff)
Die USS Fitzgerald (DDG-62) ist ein Zerstörer der United States Navy und gehört der Arleigh-Burke-Klasse an. Sie wurde nach Lieutenant William Charles Fitzgerald benannt, der für seinen selbstlosen Einsatz im Vietnamkrieg postum das Navy Cross erhalten hatte.

## Geschichte

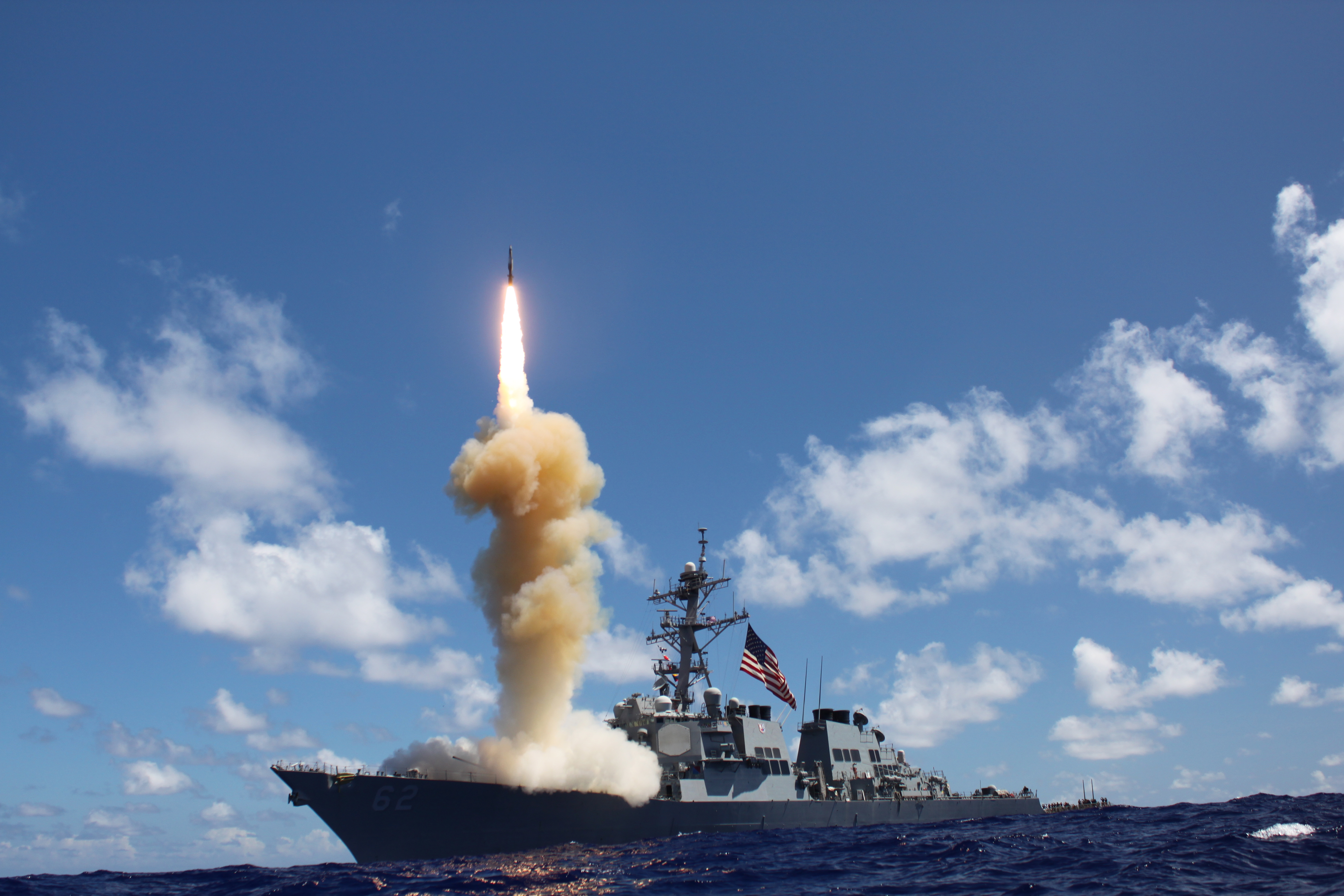
Start einer Standard Missile 3 von der Fitzgerald (2012)

Die Fitzgerald wurde 1990 bei Bath Iron Works in Auftrag gegeben und dort Anfang 1993 auf Kiel gelegt. Sie wurde nach zwölf Monaten im Trockendock und eineinhalb Jahren an der Ausrüstungspier im Oktober 1995 in Dienst gestellt.
2002 nahm sie an der Übung Millennium Challenge 2002 teil, 2003 wurde sie im Rahmen der Operation Enduring Freedom verlegt. Dabei fuhr sie als Teil der Kampfgruppe um die Nimitz. 2004 wechselte sie ihren Heimathafen von San Diego nach Yokosuka, wobei ein Großteil der Crew mit der O’Brien (Spruance-Klasse), die die Fitzgerald ablöste, das Schiff tauschte.
Von Japan aus operierte die Fitzgerald zusammen mit der Kampfgruppe um die Kitty Hawk. 2006 und 2007 nahm sie mit der Kitty Hawk an der Übung Valiant Shield teil, 2009 an der Exercise Malabar mit indischen und japanischen Kräften.
Im September 2010 nahm die Fitzgerald an einer U-Jagd-Übung mit der südkoreanischen Marine im Gelben Meer teil. Zweck war die Abschreckung Nordkoreas. Nach dem Bombardement von Yeonpyeong verlegte sie an der Seite der George Washington ins Gelbe Meer. Im Juli 2011 nahm die Fitzgerald an Exercise Talisman Sabre 2011 teil, einer Übung mit der Royal Australian Navy.

### Kollision mit dem ContainerschiffACX Crystal

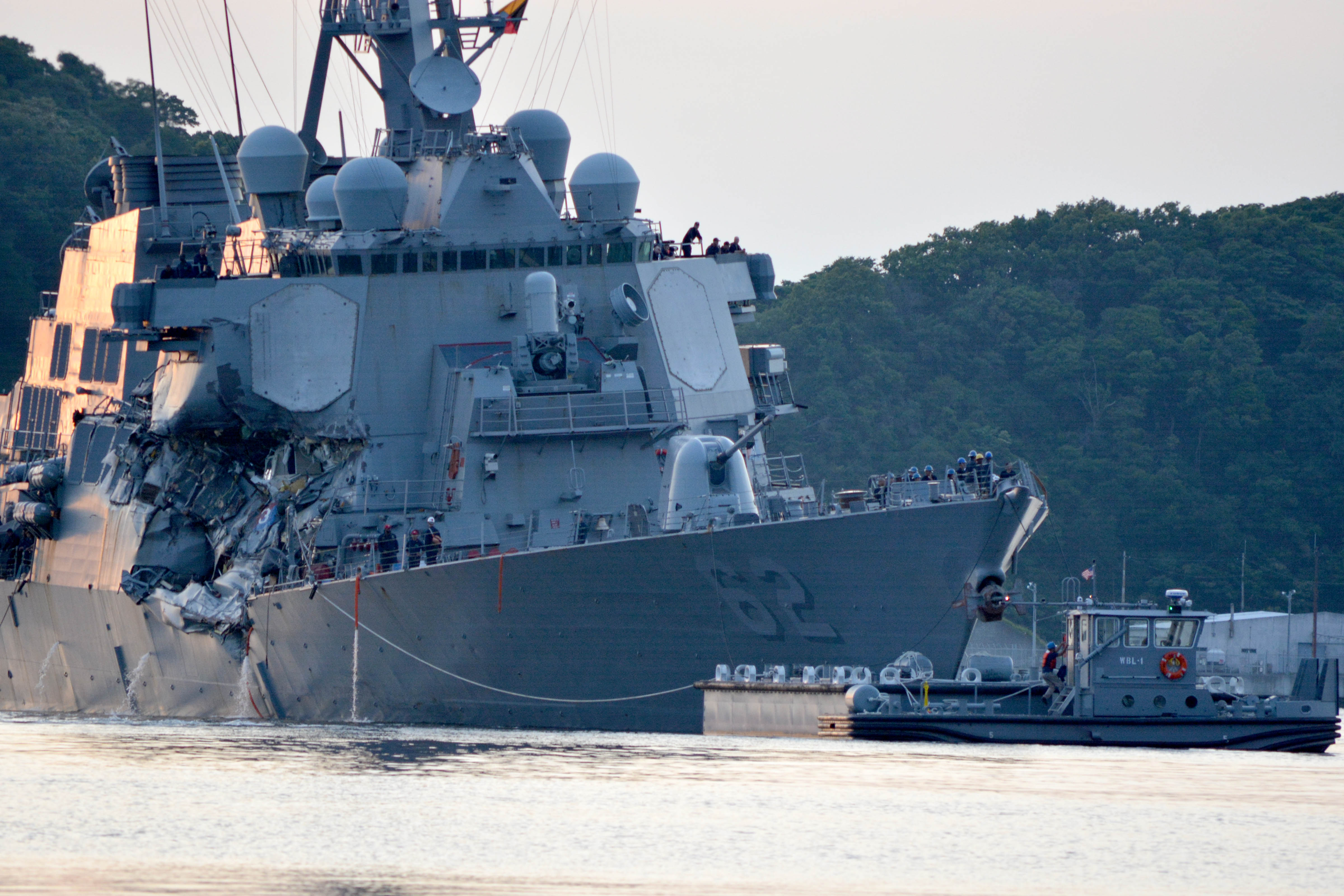
Durch die Kollision beschädigte Fitzgerald im Marinehafen von Yokosuka (17. Juni 2017)

In den frühen Morgenstunden des 17. Juni 2017 kollidierte das philippinische Containerschiff ACX Crystal (IMO-Nr. 9360611) auf seinem Weg von Nagoya nach Tokio mit der USS Fitzgerald. Es waren 1080 Container geladen. Der Unfall ereignete sich rund 12 Seemeilen vor der Izu-Halbinsel nahe Yokosuka. Die Ermittler gehen davon aus, dass sich die Kollision gegen 01:30 Uhr Ortszeit (UTC+9 (JST)) ereignete, während die ACX Crystal unter Autopilot fuhr. Laut Aufzeichnung des Automatic Identification Systems (AIS) lief sie zu dieser Zeit mit einer Geschwindigkeit von 18,5 Knoten (34 km/h) auf rechtweisendem Kurs 070°. Die USS Fitzgerald hat keine Navigationsdaten über das AIS verbreitet, wie es für Handelsschifffahrt über 300 BRZ zur Kollisionsverhütung verbindlich vorgeschrieben ist.
Obwohl alle Schiffe der US Navy mit AIS ausgestattet sind, wird die Übermittlung der Daten auf offener See häufig abgeschaltet, seit im Jahr 2012 vor Sicherheitsrisiken infolge der laufenden Bekanntgabe der aktuellen Position gewarnt worden war. Auch Schiffe anderer Streitkräfte und sogar Handelsschiffe schalten das System bisweilen ab.
Bei der Küstenwache ging die Unfallmeldung etwa gegen 02:30 Uhr Ortszeit ein, nachdem die ACX Crystal auf Gegenkurs zur Kollisionsposition zurückgelaufen war, um die Situation zu klären.

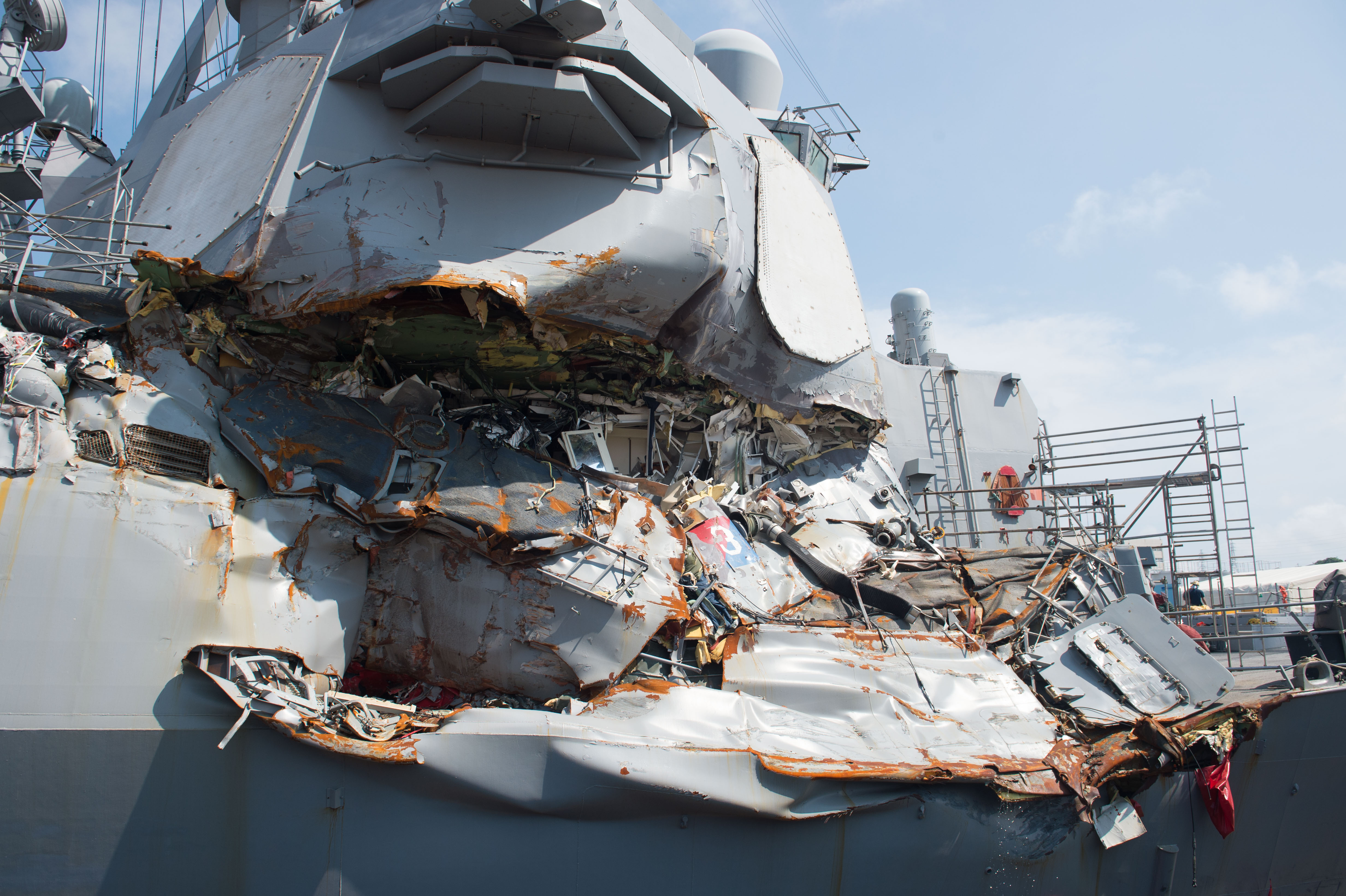
Die Zerstörungen über der Wasserlinie von außen

Der Zusammenstoß verursachte an der Fitzgerald Beschädigungen mittschiffs an der Steuerbordseite des Rumpfs bis hinauf zur Kommandobrücke. Es kam zu Wassereinbruch durch Beschädigungen unter der Wasserlinie. Dabei wurden laut Marinesprechern zwei Besatzungsschlafräume, das Funkabteil sowie der Hilfsmaschinenraum geflutet. Es musste Seewasser mit den eigenen Lenzpumpen sowie zusätzlichen Ejektor-Pumpen (nach dem Prinzip einer Venturi-Düse) abgepumpt werden, um die Fitzgerald schwimmfähig zu halten.
Sieben Besatzungsmitglieder wurden zunächst als vermisst gemeldet. Am 18. Juni wurde bekanntgegeben, dass alle Vermissten von Such- und Rettungsmannschaften nur noch tot aus den zuvor überfluteten Teilen des Schiffes geborgen werden konnten.
Auf der USS Fitzgerald wurden mehrere Personen verletzt; drei davon, darunter der Kommandant Bryce Benson, wurden mit einem japanischen Marine-Helikopter (Medevac) in das US Naval Hospital nach Yokosuka ausgeflogen. Die Fitzgerald kehrte mit eigenem Antrieb bei niedriger Geschwindigkeit (1–2 kn), eng von einem Schiff begleitet, in ihren Heimathafen Yokosuka zurück, wo sie von Schleppern in ihre Anlegeposition bugsiert wurde.
Beteiligt an der Unterstützung der USS Fitzgerald waren zwei Schiffe der japanischen Küstenwache namens Izanami und Kano ebenso wie Schiffe der japanischen Maritimen Selbstverteidigungsstreitkräfte (JMSDF), namentlich die Ohnami, die Hamagiri und die Enshu sowie der US-Zerstörer USS Dewey und einige Flugzeuge.
Die USS Fitzgerald hatte im Rahmen von Manövern mit den JMSDF in der Flugzeugträgerkampfgruppe um die Ronald Reagan operiert, die am 1. Juni beendet worden waren.

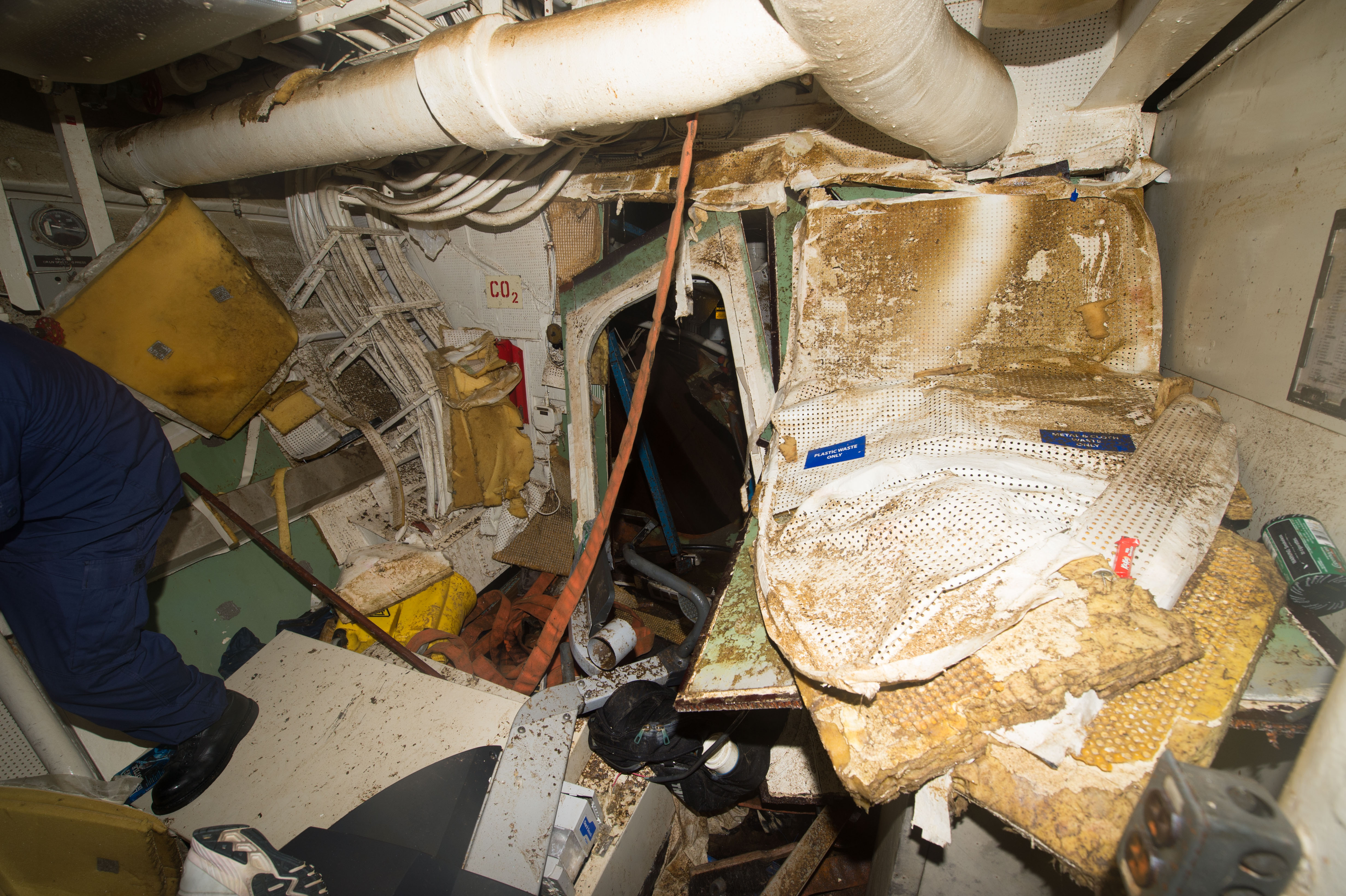
Steuerbord-Zugangs-Gepäckraum nach der Kollision

Die Kollision geschah in einer sehr stark befahrenen Schifffahrtsstraße. „Die meisten der 200 Besatzungsmitglieder der ‚USS Fitzgerald‘ schliefen zum Zeitpunkt der Kollision.“ „Der japanische Sender NHK (berichtete), das Containerschiff habe zum Zeitpunkt der Kollision abrupt den Kurs geändert“, ist auf orf.at zu lesen.
„Der Schaden ist erheblich. Da ist ein klaffender Spalt unter Wasser“, sagte Vizeadmiral Joseph Aucoin laut einem Bericht im Spiegel. Das Schiff sei beinahe gesunken. n-tv.de berichtet jedoch: „Die Gefahr, dass der Zerstörer sinken könnte, bestand laut Japans Küstenwache allerdings nicht.“ „Der Frachter war nach der Kollision ebenfalls manövrierunfähig, trug aber keine schweren Schäden davon. Die zwanzigköpfige Besatzung des Containerschiffs blieb unverletzt.“

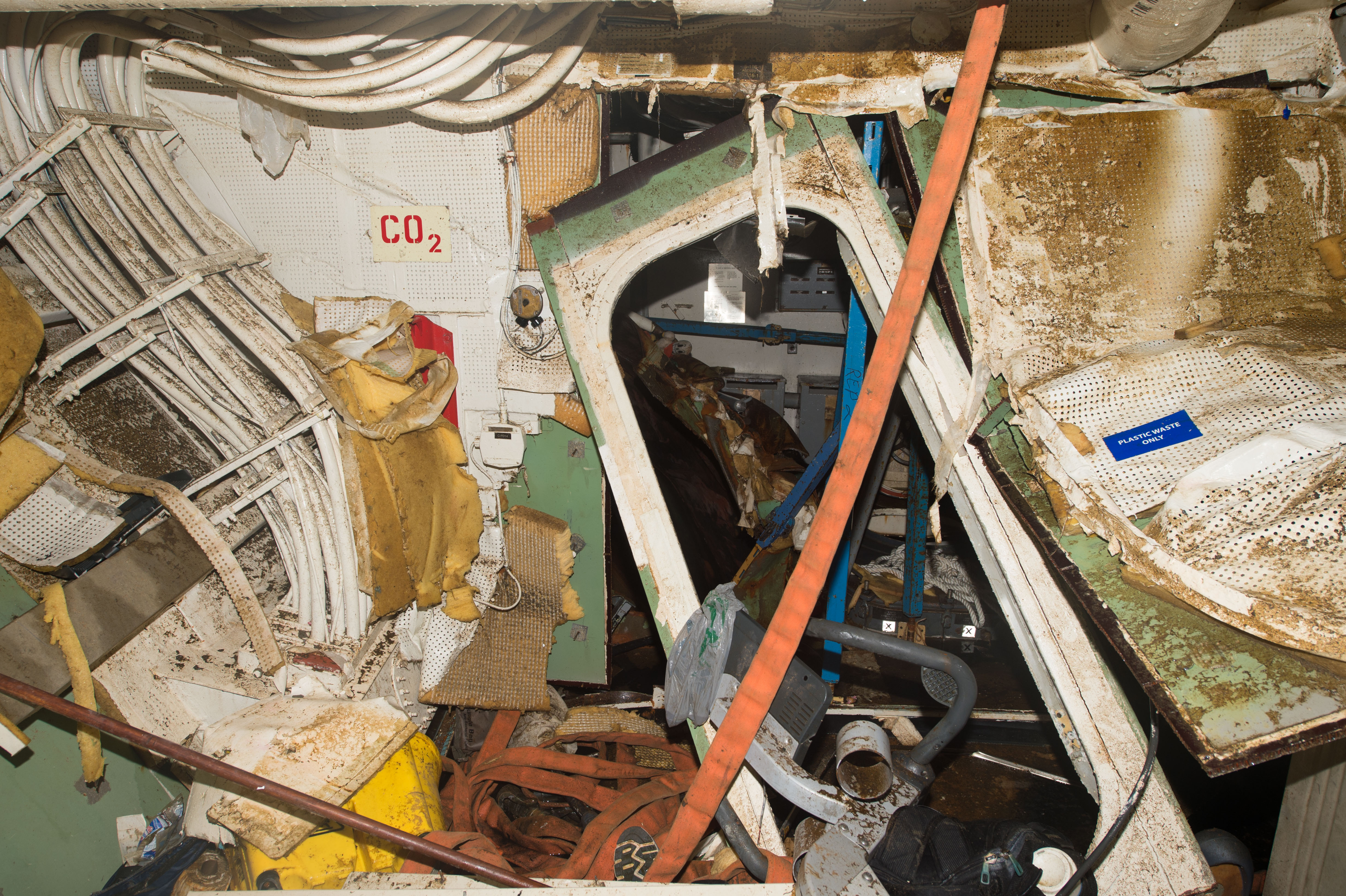
Lounge in Anlegeplatz 2 mit Blick von der Lounge auf den Ausgang.

Als Konsequenz aus dem Unfall am 17. Juni wurden im August 2017 drei befehlshabende Crew-Mitglieder, darunter der Kommandant Bryce Benson, von ihren Aufgaben entbunden. Ein Bericht kam zum Schluss, dass die Kollision vermeidbar war. Auf der USS Fitzgerald trugen fehlerhafte Teamarbeit und unzureichende Führung zum Zusammenstoß bei. Mehrere Nachwuchsoffiziere wurden von ihren Pflichten entbunden wegen schlechter Seemannschaft und der fehlerhaften Zusammenarbeit bei der Wache auf der Brücke und in der Operationszentrale. Aus dem Bericht geht hervor, dass die gesamte Fitzgerald-Crew nach dem Zusammenstoß gut arbeitete, um ihr Schiff zu retten. Nach einer weiteren Kollision eines Zerstörers im August 2017 verlor auch Vizeadmiral Joseph Aucoin, Befehlshaber der Siebten Flotte, am 23. August 2017 seine Position.
Der Untersuchungsbericht zur Kollision wurde am 1. November 2017 von der US Navy veröffentlicht. Der dort veröffentlichte Verlauf des Kurses der ACX Crystal vor der Kollision widerspricht zwischen 01:05 Uhr und 01:15 Uhr Ortszeit (16:05 Uhr – 16:15 Uhr UTC) den aufgezeichneten AIS-Daten. Die Graphik zum Report (Collision Maps Graphics) zeigt in dem Zeitraum einen rechtweisenden Kurs der ACX Crystal von 115°, bei dem das Schiff, entgegen den geltenden Kollisionsverhütungsregeln, das dortige Verkehrstrennungsgebiet schräg durchquert hätte, wohingegen aufgezeichnete AIS-Daten einen mit 86° den Regeln entsprechenden Kurs zeigen.

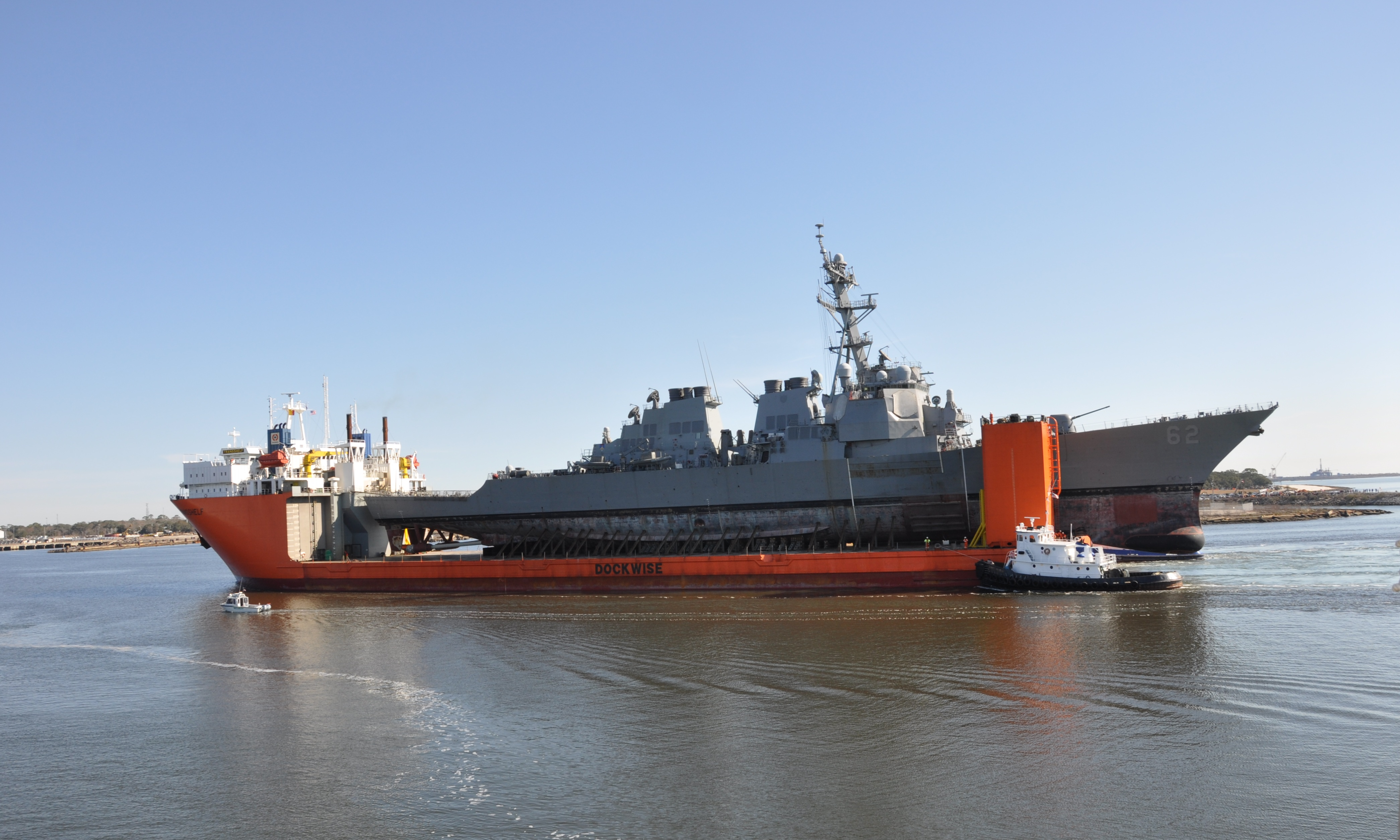
Die Fitzgerald erreicht den Hafen von Pascagoula (Mississippi) an Bord der Transshelf

Im Januar 2018 teilte die US Navy mit, dass gegen den Kommandanten und drei weitere Offiziere ein Militärgerichtsverfahren eingeleitet werde.
Am 8. Mai 2018 leitete die US-Marine ein Gerichtsverfahren für vier Offiziere des Zerstörers ein. Eine Deckoffizierin bekannte sich der Pflichtversäumnis schuldig. Im Rahmen einer Verständigungsvereinbarung wurde sie dazu verurteilt, einen Verweis und drei Monate halbe Bezahlung zu erhalten. Beim Verfahren kam heraus, dass das Schiffsradar während der Kollision nicht voll funktionsfähig war. Gegen Schiffskommandant Commander Bryce Benson und eine Offizierin wurden im April 2019 die Anklagen wegen Mordes und anderer Punkte fallen gelassen. Der United States Secretary of the Navy (deutsch Marineminister) Richard V. Spencer schrieb beiden ein Misstrauensschreiben, eine Ermahnung an Seeleute, die auf dem alleinigen Ermessen des Marineministers beruht. Benson trat daraufhin am 29. Dezember 2019 in den Ruhestand.

#### Rücktransport, Sonstiges
Am 1. November 2017 veröffentlichte die US Navy einen Bericht zu den Kollisionen von DDG-62 und DDG-56.
Nach der Havarie wurde das Schiff im US-Stützpunkt Yokosuka untersucht und auf den Transport in die USA vorbereitet. Am 1. Dezember 2017 verließ die USS Fitzgerald diesen an Bord des Halbtaucherschiffes Transshelf. Bei der Verladung wurde das Schiff erneut beschädigt. Am 19. Januar 2018 traf der Transport bei Huntington Ingalls Industries in Pascagoula ein. Die Reparatur wurde im Juni 2020 abgeschlossen.